# 山本重也
山本 重也（やまもと しげや、1964年2月17日 - ）は、大阪府出身のイラストレーター。
Shige（シゲ）のペンネームでも活動している。
一般社団法人・東京イラストレーターズ・ソサエティ（TIS）会員

## 経歴
- 大阪デザイナー専門学校に在籍していたが途中で退学し、プロの世界に飛び込む。
- 1986年イラストレーション制作事務所にてイラストレーターとして活動を始める。
- 1996年山本イラストレーション制作室を大阪市北区に設立。
- 2001年東京にアトリエを設立。
- 2005年大阪の事務所、山本イラストレーション制作室を解散、閉鎖。

- 2017年秋、拠点を仙台へ移す

以後屋号を（山本重也イラストレーション）に改名し活動拠点を東京のみとする。
「山本イラストレーション制作室」出身イラストレーターに岡田丈、サトウノリコなどがいる。
現在は装画、挿し絵、雑誌、広告等のイラストレーションを幅広く手がけ活動している。

## 主な仕事

### 広告・その他
- - 小林幸子シングルCD「 白いゆげの歌 」 - ジャケット・イラストレーション（https://tower.jp/item/2645425）
  - 八代亜紀シングルCD「 立ち呑み小春 」 - ジャケット・イラストレーション(https://www.amazon.co.jp/%E7%AB%8B%E3%81%A1%E5%91%91%E3%81%BF%E3%80%8C%E5%B0%8F%E6%98%A5%E3%80%8D-%E5%85%AB%E4%BB%A3%E4%BA%9C%E7%B4%80/dp/B000R5OPRM)
  - 馬場俊英シングルCD「スタートライン 4 SONGS」 - ジャケット・イラストレーション
  - ＮＴＴファシリティーズ　2010年カレンダー
  - サッポロビール博物館・展示用イラストレーション
  - 新聞連載小説「ゆうとりあ」熊谷達也著 - 挿絵

### 書籍カバー
- - 鎌田實著「いいかげんがいい」（集英社）装丁画
  - 乃南アサ著「好きだけど嫌い」（新潮社）装丁画
  - 鈴木光司著「エール」（徳間書店）装丁画
  - 上野千鶴子著「男おひとりさま道」（法研）装丁画
  - 津本陽著「最強の英傑たちに学ぶ 勝ちの掟」（総合法令出版）装丁画

### 連載小説挿絵
- - 西村京太郎著「望郷の知床」（小説新潮掲載）
  - 海堂尊著「医学のたまご」（日経メディカル掲載）
  - 吉田修一著「庭師の恋」（婦人公論掲載）
  - 池井戸潤著「芥のごとく」など読み切り連載（オール読物掲載）
  - 三浦しをん 著「星くずドライブ」など読み切り連載（小説新潮掲載）

## 活動

### 創作・展示
- - 一日一枚描く「日常茶飯絵」を自身のホームページに2003年11月から途切れず毎日継続中。
  - 2003年と2007年にニューヨークでの展覧会に参加。
  - 2004年韓国の釜山にて「日本イラストレーション展」に参加。
  - 2009年には歌手／中尾ミエの書道展にコラボレーション参加。（中尾ミエの書に絵を描き加えた。）
  - 2010年新宿・京王プラザホテルにて個展を開催。その際特別企画として中尾ミエをゲストにトークイベントも同時開催した。
  - 関西を中心として活動する挿絵師集団 七人の筆侍 のメンバーの1人でもある。

### その他
- - 朝日カルチャーセンター（新宿）公開講座やWAOクリエイティブカレッジ新宿校（専門学校）で講師を務めたこともある。
  - 2004年韓国（釜山）東西大學にてイラストレーションについての講義を行う。

## スポーツ

### マラソン
- 健康のため始めたというジョギングは今では毎年一度フルマラソンのレースに出場ほどの健脚になっている。
  - 第9回淀川市民マラソン2005 - 3時間59分58秒で完走(初フルマラソン）。
  - 第3回湘南国際マラソン2008 - 3時間16分26秒で完走。
  - 第4回湘南国際マラソン2009 - 3時間9分11秒で完走。
  - 第14回淀川市民マラソン2010 - 3時間6分42秒で完走。
  - 2009年にはウルトラマラソン「いわて銀河100kmチャレンジマラソン大会」にも挑戦し

　11時間10分35秒で完走している。
- 2012年 泉州国際フルマラソン（大阪）２時間５５分２６秒で完走
  - 雑誌「Tarzan」(マガジンハウス)のインタビュー記事にてフルマラソンでサブスリー（3時間を切るタイム）を達成すると明言している。

### トライアスロン
- 石垣島トライアスロン2008 - 2時間29分24秒で完走

（総合109位/完走者805人中・カテゴリー順位（40～44歳・男子）11位）。
- 石垣島トライアスロン2009 - 2時間29分28秒で完走

（総合75位/完走者1072人中・カテゴリー順位（45～49歳・男子）8位  ）。

### スノーボード
得意とするスポーツのひとつ。
国内はもとよりアメリカ、カナダ、ニュージーランドなどの海外でのスキーエリアで磨いた滑りには目を見張るものがある。
趣味が嵩じてスノーボードメーカーPioneer-MOSSから出されたスノーボード（SYNCHRO）のグラフィックを3年間担当している。
その他日本スノーボード協会の安全告知ポスターやリーフレットのイラストレーションも手がけた。